# مأموریت لیزر
مأموریت لیزر (انگلیسی: Laser Mission) یک فیلم سینمایی اکشن آمریکایی محصول سال ۱۹۸۹ به کارگردانی بی. جی دیویس و با بازی برندون لی، ارنست بورگناین ورنر پوخت و ورنر پوخت است. این آخرین بازیگری ورنر پوخت قبل از مرگ وی در ۱۸ آوریل ۱۹۹۳ بود.

## شبکه خانگی
در ایالات متحده آمریکا این فیلم در سال ۱۹۹۰ توسط کمپانی ترنر انترتینمنت منتشر شد و یک موفقیت اقتصادی داشت.
این فیلم در سال ۱۹۹۴ به‌طور مستقیم در استرالیا اکران شد.